# 경주시·월성군·청도군
경주시·월성군·청도군은 대한민국의 옛 국회의원 선거구이다. 당시 경상북도 경주시, 월성군, 청도군 지역을 관할했다.

## 역사
제9대 국회의원 선거를 앞두고 경주시·월성군 선거구와 청도군 선거구가 통합되면서 신설되었다.
제13대 국회의원 선거를 앞두고 경주시 선거구와 월성군 선거구가 각각 단독 선거구로 분리되었으며 청도군은 경산군과 함께 경산군·청도군 선거구를 이루게 됨에 따라 폐지되었다.

## 역대 국회의원
| 선거   | 정당 | 정당       | 1위 의원 | 정당 | 정당       | 2위 의원 |
| ------ | ---- | ---------- | -------- | ---- | ---------- | -------- |
| 1973년 |      | 민주공화당 | 박숙현   |      | 무소속     | 이영표   |
| 1978년 |      | 민주공화당 | 박숙현   |      | 신민당     | 박권흠   |
| 1981년 |      | 민주정의당 | 박권흠   |      | 무소속     | 김순규   |
| 1985년 |      | 민주정의당 | 박권흠   |      | 민주한국당 | 김일윤   |

## 역대 선거 결과

### 대한민국 제9대 국회의원 선거
|  | 35.04% |

|  | 12.65% |

|  | 12.43% |

|  | 10.55% |

|  | 9.10% |

|  | 8.91% |

|  | 7.11% |

|  | 2.13% |

|  | 2.04% |

### 대한민국 제10대 국회의원 선거
|  | 22.44% |

|  | 18.02% |

|  | 13.30% |

|  | 12.46% |

|  | 10.75% |

|  | 8.17% |

|  | 6.24% |

|  | 5.91% |

|  | 2.66% |

### 대한민국 제11대 국회의원 선거
|  | 28.57% |

|  | 22.25% |

|  | 19.56% |

|  | 15.59% |

|  | 10.43% |

|  | 3.58% |

### 대한민국 제12대 국회의원 선거
|  | 40.42% |

|  | 29.86% |

|  | 21.20% |

|  | 8.50% |